# Jonatan Julén
Jonatan Julén, född 8 september 1887 i Göteborg, död 20 mars 1963 i Hässelby församling, Stockholm, var en svensk metodist.
Han tog studenten i Göteborg 1905 och blev filosofie licentiat vid Göteborgs högskola 1912.
Julén blev 1916 filosofie doktor vid Uppsala universitet på avhandlingen Om Sveriges statsskuld. Han var rektor för metodistkyrkan i Sveriges teologiska skola i Överås och var metodiskyrkans delegat vid ekumeniska mötet 1925. Julén var också metodistkyrkan representant i Frikyrkliga samarbetskommittéen och utgav ett flertal sociala och religiösa skrifter. Han var redaktör för tidskriften Kristet samhällsliv 1944-1962.